# Jacek Borkowski
Jacek Borkowski (ur. 16 kwietnia 1959 w Warszawie) – polski aktor filmowy, teatralny i telewizyjny oraz wokalista.

## Życiorys
Jest absolwentem XIII LO w Warszawie oraz Państwowej Wyższej Szkoły Teatralnej w Warszawie (1980).
Jako wokalista zadebiutował publicznie w 1970 na Festiwalu Piosenki Harcerskiej w Siedlcach. W 1975 został laureatem Festiwalu Piosenki Radzieckiej w Zielonej Górze.
W 1978 zadebiutował jako aktor epizodyczną rolą w serialu Rodzina Połanieckich. Od 6 października 1979 do 1999 był aktorem Teatru Ateneum w Warszawie, w którym grał m.in. w spektaklach: Zemsta, Śmierć komiwojażera, Kosmos i Kubiś Fatalista. Od 1997 występuje w roli psychologa Piotra Rafalskiego w serialu Klan. Gościnnie występuje w Teatrze Syrena. Wiosną 2009 uczestniczył w piątej edycji programu rozrywkowego Polsatu Jak oni śpiewają.

## Życie prywatne
Jego pierwszą żoną była Elżbieta Jasińska, z którą ożenił się tuż po ukończeniu studiów, a w 2009 uzyskał stwierdzenie nieważności ślubu kościelnego. Z małżeństwa z Katarzyną Borkowską ma córkę Karolinę (ur. 1983), aktorkę. W listopadzie 2002 poznał Magdalenę Gotowiecką (zm. 2016), z którą ożenił się w styczniu 2009 i z którą ma syna Jacka (ur. 2003) i córkę Magdę (ur. 2006). W 2023 ożenił się po raz czwarty.

## Dyskografia
- Śpiewak tanga (1995)
- 17 kolęd i pieśni wigilijnych – dodatek do „Super Expressu”
- Piosenki o mojej Warszawie
- Gdy jesteś blisko mnie

## Filmografia
- 1978: Rodzina Połanieckich – pomocnik krawca (odc. 4)
- 1980: Urodziny młodego warszawiaka – porucznik tańczący w restauracji z Jadźką
- 1980: Dom – student (odc. 4-6)
- 1980: Punkt widzenia – Alek
- 1981: Wierne blizny – porucznik Wydra
- 1981: Uczennica – gestapowiec
- 1981: Przypadek – Marek
- 1981: Miłość ci wszystko wybaczy – student
- 1981: Cień – Stanisław
- 1982: Przesłuchanie – strażnik wykonujący wyrok śmierci
- 1982: Pensja pani Latter – Kazimierz
- 1982: Klakier – „niemowa”, striptizer w lokalu
- 1983: Soból i panna – Michał Rajecki
- 1984: Umarłem, aby żyć – Heymann
- 1984: 111 dni letargu – SS-man z psem
- 1985: Sceny dziecięce z życia prowincji – Józef
- 1986: Republika nadziei
- 1987: Misja specjalna – adiutant Mullera
- 1989: Urodzony po raz trzeci – Heymann
- 1989: Po własnym pogrzebie – Heymann
- 1990: Piggate – adwokat Tom Butler
- 1990: Świnka – adwokat Tom Butler
- 1990: Napoleon – sir Henry Bunbury (odc. 6)
- 1990: Historia niemoralna – brat Ewy
- 1991: Panny i wdowy – dyrektor hotelu (odc. 1)
- 1994: Podróż do Polski – Jan Masewski
- 1995–1998: Matki, żony i kochanki – Jakub Reutt
- 1995: Sukces – Eustachy Sznajder
- 1997: Sława i chwała – Andrzej Szafraniec (odc. 5)
- 1997: Pasaż – Michał Forman
- 1997: Wojenna narzeczona – adiutant Kowalskiego (odc. 3)
- od 1997: Klan – psycholog Piotr Rafalski, biologiczny ojciec Jasia, mąż Beaty
- 1999: Całe zdanie nieboszczyka – Paweł, przyjaciel Joanny
- 2000: Twarze i maski – aktor Kamil (odc. 2)
- 2001: Czarna plaża – nauczyciel
- 2002–2003: Gorący remat – Adam Gromski
- 2003: Kasia i Tomek – Jakub, partner matki Kasi (seria II, odc. 27)
- 2003: Czego się boją faceci, czyli seks w mniejszym mieście – prezes Weber (odc. 7 i 9)
- 2004: Kryminalni – Dariusz Tomecki (odc. 2)
- 2005–2008: Na dobre i na złe – profesor Jerzy Jaskólski
- 2005: Biuro kryminalne – Jakub Markiewicz (odc. 10)
- 2006: Pensjonat pod Różą – dyrektor banku Wiesław Murawski (odc. 102 i 103)
- 2006–2010: My baby – dyrektor Teodor (odc. 5)
- 2007: I kto tu rządzi? – Paweł, szef Agaty (odc. 1)
- 2007–2014: Świat według Kiepskich –
  - pisarz Stanisław Jerzy Fitkau-Podymał (odc. 277),
  - redaktor (odc. 294),
  - prokurator Andrzej Maślak (odc. 444)
- 2008–2009: Na Wspólnej – Mariusz Pęczek
- 2008–2011: Pierwsza miłość – Zabrzycki
- 2008: Ojciec Mateusz – Hubert Krasnopolski (odc. 7)
- 2008: Agentki – Janusz Weber (odc. 2)
- 2009: Tancerze – Konstanty Szymanowski (odc. 16 i 24)
- 2010: Hotel 52 – Tadeusz Zawadzki (odc. 2)
- 2014–2019: Komisarz Alex –
  - psychiatra Jerzy Niedźwiecki (odc. 75),
  - Ryszard Sadowski (odc. 155)
- 2014: Świat według Kiepskich – mężczyzna (odc. 444)
- 2015: Powiedz tak! – Emil Szancer, producent filmowy i telewizyjny (odc. 6, 7)
- 2016: Wesele w kurnej chacie – gospodarz
- 2017: Lekarze na start – Stanisław Zbierski, ojciec Łukasza (odc. 22, 50, 51, 52)
- 2019–2020: W rytmie serca – reżyser Karpowiak (odc. 63, 64)
- od 2021: Mecenas Porada – profesor Stanisław Drawicz, ojciec Marcina

## Dubbing
- 1995: Pokój z widokiem – Cecil Vyse
- 1995: Pocahontas – kapitan John Smith (śpiew)
- 1997: Pinokio – Lorenzini
- 1998: Książę Egiptu – Ramzes (dialogi)
- 2002: Dzwonnik z Notre Dame II – Sarousch
- 2002: Całe zdanie nieboszczyka – Paweł